# Al-Barà ibn Àzib
Al-Barà ibn Àzib ibn al-Hàrith al-Awsí al-Ansarí (àrab: البراء بن عازب بن الحارث الأوسي الأنصاري, al-Barāʾ ibn ʿĀzib ibn al-Ḥāriṯ al-Awsī al-Anṣārī), més conegut simplement com al-Barà ibn Àzib, (segle vii) fou un company del profeta Muhàmmad.
Era massa jove per acompanyar a Mahoma a la batalla de Badr, però sí que el va acompanyar en altres expedicions posteriors. Després va participar en les guerres de conquesta i està documentat com a conqueridor de Rayy i Qazwin. Fou partidari d'Alí ibn Abi-Tàlib i va lluitar al seu costat a la batalla del Camell, a Siffin i a al-Nahrawan.
Després es va retirar a Kufa i va perdre la vista. Va morir el 691/692.